# Eretmocerus dialeurolongae
Eretmocerus dialeurolongae är en stekelart som beskrevs av Krishnan och Vasantharaj David 1996. Eretmocerus dialeurolongae ingår i släktet Eretmocerus och familjen växtlussteklar. Inga underarter finns listade i Catalogue of Life.